# Walt Stanky
Walter Joseph Stanky, nato Stankiewicz, detto Walt (Erie, 24 febbraio 1911 – Erie, 17 marzo 1978), è stato un cestista statunitense, professionista nella NBL.

## Carriera
Giocò per tre stagioni nella NBL, disputando complessivamente 63 partite con 5,7 punti di media.